# Probolinggo (stadsgemeente)
Probolinggo is een gemeente aan de noordkant van oostelijk deel van het eiland Java te Indonesië en ligt ongeveer 100 kilometer ten oosten van de provinciehoofdstad Surabaya.

## Omgeving
De streek stond en staat bekend om haar suikerproductie, daarnaast doen de mango's het door het juiste klimaat ook goed hier. Er is een redelijk grote vissershaven en diverse andere producten worden hier verbouwd, zoals rubber en rijst.
De stad wordt veel gebruikt als vertrekpunt voor een tocht naar de Gunung Bromo (Berg Bromo) een van de grootste vulkanen. Daarnaast zijn er de Semeru-berg en Argopuro-berg.

## Transport
Het heeft een station en ligt aan de spoorlijn Surabaya-Banyuwangi. Met de bus is het ongeveer 2,5 uur naar Surabaya (het busstation ligt overigens een stuk buiten de stad).

## Burgemeester/Walikota
In 1918 kreeg Probolinggo een eigen gemeenteraad voorgezeten door de assistent-resident. Vanaf 1929 kreeg ze een eigen burgemeester.
Nederlands-Indische tijd
- F.E. Meijer (1929-1937)
- L.A. de Graaff (1937-1940)
- L. Noë (1940-1942)

## Geboren
- Law Adam (1908-1941), Nederlands voetballer
- Ernest Cassutto (1919-1985), Nederlands(-Amerikaans) predikant en evangelist
- Johan Hilgers (1886-1945), Nederlands luchtvaartpionier
- Oscar van Rappard (1896-1962), Nederlands sportman en nationaalsocialist
- Harry van Rappard (1897-1982), Nederlands sportman
- Anton August van Vloten (1864-1920), Nederlands landbouwkundige, waterschapsbestuurder en wethouder

Stadsgemeenten: Batu · Blitar · Kediri · Madiun · Malang · Mojokerto · Probolinggo · Pasuruan · Surabaya

Regentschappen: Banyuwangi · Bangkalan · Blitar · Bojonegoro · Bondowoso · Gresik · Jember · Jombang · Kediri · Lamongan · Lumajang · Madiun · Magetan · Malang · Mojokerto · Nganjuk · Ngawi · Pacitan · Pamekasan · Pasuruan · Ponorogo · Probolinggo · Sampang · Sidoarjo · Situbondo · Sumenep · Trenggalek · Tuban · Tulungagung